# Сцимнус черношовный
Сцимнус черношовный (лат. Scymnus suturalis) — это вид божьих коровок из подсемейства Scymninae.

## Описание
Жук длиной 1,5—2 мм. Надкрылья жёлто-коричневые с чёрным основанием, швом и боковыми краями. Тело умеренно выпуклое.